# 繁星角魴鮄
繁星角魴鮄，為輻鰭魚綱鮋形目牛尾魚亞目角魚科的其中一種，分布於澳洲南部海域，棲息深度35-400公尺，體長可達62公分，為底棲性魚類，成魚生活在大陸棚及大陸坡；幼魚生活在海灣、河口區，屬肉食性，可做為食用魚。

## 擴展閱讀
維基物種上的相關：繁星角魴鮄